# Zimowe Światowe Wojskowe Igrzyska Sportowe 2010
1. Zimowe Światowe Wojskowe Igrzyska Sportowe – międzynarodowe, multidyscyplinarne zawody dla sportowców-żołnierzy organizowane przez Międzynarodową Radę Sportu Wojskowego (CISM) rozgrywane podczas zimowych igrzysk wojskowych, które odbyły się w regionie Dolina Aosty we Włoszech w dniach od 20 do 25 marca 2010 roku.

## Harmonogram zawodów
W poniższym kalendarzu Zimowych Światowych Wojskowych Igrzysk Sportowych 2010 zaprezentowano dni, w których rozdane zostały medale w danej zimowej dyscyplinie sportowej (niebieski kolor), rozegrane zostały eliminacje (jasnoniebieski kolor), ceremonia otwarcia i zamknięcia zimowych igrzysk wojskowych (kolor zielony).
Legenda
|  | Ceremonia | E | Eliminacje |  | Finały (rozegrane w danym dniu) |

| Harmonogram zimowych igrzysk wojskowych – Dolina Aosty 2010 | Harmonogram zimowych igrzysk wojskowych – Dolina Aosty 2010 | Harmonogram zimowych igrzysk wojskowych – Dolina Aosty 2010 | Harmonogram zimowych igrzysk wojskowych – Dolina Aosty 2010 | Harmonogram zimowych igrzysk wojskowych – Dolina Aosty 2010 | Harmonogram zimowych igrzysk wojskowych – Dolina Aosty 2010 | Harmonogram zimowych igrzysk wojskowych – Dolina Aosty 2010 | Harmonogram zimowych igrzysk wojskowych – Dolina Aosty 2010 |
| Marzec 2010                                                 | Marzec 2010                                                 | 20 marca                                                    | 21 marca                                                    | 22 marca                                                    | 23 marca                                                    | 24 marca                                                    | 25 marca                                                    |
| ----------------------------------------------------------- | ----------------------------------------------------------- | ----------------------------------------------------------- | ----------------------------------------------------------- | ----------------------------------------------------------- | ----------------------------------------------------------- | ----------------------------------------------------------- | ----------------------------------------------------------- |
| Ceremonia                                                   | Ceremonia                                                   | O                                                           |                                                             |                                                             |                                                             |                                                             | Z                                                           |
| Biathlon                                                    |                                                             |                                                             |                                                             | 4                                                           |                                                             |                                                             |                                                             |
| Cross-country                                               |                                                             |                                                             |                                                             |                                                             |                                                             | 3                                                           |                                                             |
| Narciarski bieg na orientację                               |                                                             |                                                             |                                                             |                                                             | 4                                                           |                                                             |                                                             |
| Narciarstwo alpejskie                                       |                                                             |                                                             | 2                                                           | 2                                                           | 2                                                           | 2                                                           |                                                             |
| Patrol wojskowy                                             |                                                             |                                                             |                                                             |                                                             |                                                             |                                                             | 2                                                           |
| Short track                                                 |                                                             |                                                             |                                                             |                                                             | 2                                                           | 2                                                           |                                                             |
| Wspinaczka sportowa                                         |                                                             |                                                             | E                                                           | 2                                                           |                                                             |                                                             |                                                             |
| Medale                                                      | Medale                                                      |                                                             | 2                                                           | 8                                                           | 8                                                           | 7                                                           | 2                                                           |

## Medaliści

### Narciarstwo alpejskie

#### Mężczyźni
| Konkurencja                          | Złoto            | Srebro                 | Brąz                  |
| Konkurencja                          | Drużyna/Zawodnik | Drużyna/Zawodnik       | Drużyna/Zawodnik      |
| slalom giant szczegóły               | Adrien Théaux    | Manfred Mölgg          | Massimiliano Blardone |
| slalom giant drużynowo szczegóły     | Włochy           | Austria                | Niemcy                |
| slalom specjalny szczegóły           | Giuliano Razzoli | Matthias Tippelreither | Stefan Kogler         |
| slalom specjalny drużynowo szczegóły | Włochy           | Austria                | Niemcy                |

#### Kobiety
| Konkurencja                          | Złoto               | Srebro              | Brąz                |
| Konkurencja                          | Drużyna/Zawodniczka | Drużyna/Zawodniczka | Drużyna/Zawodniczka |
| slalom giant szczegóły               | Denise Karbon       | Irene Curtoni       | Fanny Chmelar       |
| slalom giant drużynowo szczegóły     | Włochy              | Austria             | Rumunia             |
| slalom specjalny szczegóły           | Fanny Chmelar       | Marion Bertrand     | Tessa Worley        |
| slalom specjalny drużynowo szczegóły | Francja             | Rumunia             | N/U *               |

### Biatlon

#### Mężczyźni
| Konkurencja                                   | Złoto                                                           | Srebro                                                               | Brąz                                                       |
| Konkurencja                                   | Drużyna/Zawodnik                                                | Drużyna/Zawodnik                                                     | Drużyna/Zawodnik                                           |
| biathlon – sprint 10 km szczegóły             | Hans Martin Gjedrem                                             | Roland Lessing                                                       | Christian Martinelli                                       |
| biathlon – sprint 10 km (drużynowo) szczegóły | Włochy · Christian Martinelli · Mattia Cola · Markus Windisch · | Norwegia · Hans Martin Gjedrem · Ronny Hafsås · Henrik L’Abée-Lund · | Finlandia · Paavo Puurunen · Timo Antila · Mika Kalyunen · |

#### Kobiety
| Konkurencja                                    | Złoto                                                                        | Srebro                                                           | Brąz                                                                                  |
| Konkurencja                                    | Drużyna/Zawodniczka                                                          | Drużyna/Zawodniczka                                              | Drużyna/Zawodniczka                                                                   |
| biathlon – sprint 7,5 km szczegóły             | Krystyna Pałka                                                               | Wang Chunli                                                      | Roberta Fiandino                                                                      |
| biathlon – sprint 7,5 km (drużynowo) szczegóły | Polska · Krystyna Pałka · Magdalena Gwizdoń · Paulina Bobak · Karolina Pitoń | Chiny · Liu Xanying · Wang Chunli · Song Chaoqing · Liu Yuanyuan | Norwegia · Anne Ingstadbjørg · Kari Henneseid Eie · Jori Mørkve · Liv-Kjersti Bergman |

### Patrol wojskowy

#### Mężczyźni
| Konkurencja                      | Złoto                                                                   | Srebro                                                                   | Brąz                                                                                |
| Konkurencja                      | Drużyna/Zawodnik                                                        | Drużyna/Zawodnik                                                         | Drużyna/Zawodnik                                                                    |
| patrol drużynowy 25 km szczegóły | Estonia · Priit Narusk · Indrek Tobreluts · Kauri Kõiv · Roland Lessing | Szwajcaria · Toni Livers · Ivan Joller · Kristian Stebler · Remo Fischer | Francja · Vincent Vittoz · Robin Duvillard · Emmanuel Jonnier · Alexandre Rousselet |

#### Kobiety
| Konkurencja                      | Złoto                                                                           | Srebro                                                           | Brąz                                                                         |
| Konkurencja                      | Drużyna/Zawodniczka                                                             | Drużyna/Zawodniczka                                              | Drużyna/Zawodniczka                                                          |
| patrol drużynowy 15 km szczegóły | Norwegia · Kari Henneseid Eie · Anne Ingstadbjørg · Jori Mørkve · Tiril Eckhoff | Chiny · Liu Yuanyuan · Liu Xanying · Wang Chunli · Song Chaoqing | Polska · Krystyna Pałka · Magdalena Gwizdoń · Paulina Bobak · Karolina Pitoń |

### Cross-country

#### Mężczyźni
| Konkurencja                            | Złoto            | Srebro           | Brąz             |
| Konkurencja                            | Drużyna/Zawodnik | Drużyna/Zawodnik | Drużyna/Zawodnik |
| 15 km st. dowolnym szczegóły           | Vincent Vittoz   | Toni Livers      | Giorgio Di Centa |
| 15 km drużynowo st. dowolnym szczegóły | Francja          | Włochy           | Szwajcaria       |

#### Kobiety
| Konkurencja                  | Złoto                | Srebro              | Brąz                |
| Konkurencja                  | Drużyna/Zawodniczka  | Drużyna/Zawodniczka | Drużyna/Zawodniczka |
| 10 km st. dowolnym szczegóły | Natalja Korostielowa | Kari Henneseid Eie  | Marianna Longa      |

### Wspinaczka sportowa

#### Mężczyźni
| Konkurencja | Złoto            | Srebro            | Brąz             |
| Konkurencja | Drużyna/Zawodnik | Drużyna/Zawodnik  | Drużyna/Zawodnik |
| Prowadzenie | Klemen Bečan     | Kilian Fischhuber | Flavio Crespi    |

#### Kobiety
| Konkurencja | Złoto               | Srebro              | Brąz                |
| Konkurencja | Drużyna/Zawodniczka | Drużyna/Zawodniczka | Drużyna/Zawodniczka |
| Prowadzenie | Maja Vidmar         | Martina Čufar       | Marion Poitevin     |

### Short track

#### Mężczyźni
| Konkurencja      | Złoto            | Srebro           | Brąz             |
| Konkurencja      | Drużyna/Zawodnik | Drużyna/Zawodnik | Drużyna/Zawodnik |
| 500 m szczegóły  | Nie Xin          | Cui Liang        | Roberto Serra    |
| 1500 m szczegóły | Song Weilong     | Nie Xin          | Torsten Kroger   |

#### Kobiety
| Konkurencja      | Złoto               | Srebro              | Brąz                |
| Konkurencja      | Drużyna/Zawodniczka | Drużyna/Zawodniczka | Drużyna/Zawodniczka |
| 500 m szczegóły  | Ma Shuai            | Sun Huizhu          | Veronika Windisch   |
| 1500 m szczegóły | Ewgenija Radanowa   | Sun Huizhu          | Veronika Windisch   |

### Narciarski bieg na orientację

#### Mężczyźni
| Konkurencja             | Złoto             | Srebro           | Brąz               |
| Konkurencja             | Drużyna/Zawodnik  | Drużyna/Zawodnik | Drużyna/Zawodnik   |
| Cross-country szczegóły | Eduard Chrennikow | Eivind Tonna     | Wasilij Głuchariew |
| drużyna szczegóły       | Rosja             | Norwegia         | Finlandia          |

#### Kobiety
| Konkurencja             | Złoto               | Srebro              | Brąz                 |
| Konkurencja             | Drużyna/Zawodniczka | Drużyna/Zawodniczka | Drużyna/Zawodniczka  |
| Cross-country szczegóły | Christelle Gros     | Natalija Naumowa    | Élodie Bourgeois-Pin |
| drużyna szczegóły       | Francja             | Rosja               | Litwa                |

## Klasyfikacja medalowa
* Gospodarz zawodów został zaznaczony tym kolorem.
| Miejsce            | Państwo            | Złoto | Srebro | Brąz | Razem |
|                    |                    |       |        |      |       |
| 1                  | Włochy*            | 6     | 3      | 9    | 18    |
| 2                  | Francja            | 6     | 2      | 4    | 12    |
| 3                  | Chiny              | 3     | 7      | 0    | 10    |
| 4                  | Rosja              | 3     | 2      | 1    | 6     |
| 5                  | Norwegia           | 2     | 4      | 2    | 8     |
| 6                  | Słowenia           | 2     | 2      | 0    | 4     |
| 7                  | Polska             | 2     | 0      | 1    | 3     |
| 8                  | Estonia            | 1     | 1      | 0    | 2     |
| 9                  | Niemcy             | 1     | 0      | 3    | 4     |
| 10                 | Bułgaria           | 1     | 0      | 0    | 1     |
| 11                 | Austria            | 0     | 3      | 2    | 5     |
| 12                 | Szwajcaria         | 0     | 2      | 1    | 3     |
| 13                 | Rumunia            | 0     | 1      | 1    | 2     |
| 14                 | Finlandia          | 0     | 0      | 2    | 2     |
| 15                 | Litwa              | 0     | 0      | 1    | 1     |
| 15                 | Serbia             | 0     | 0      | 1    | 1     |
| Ogółem (18 państw) | Ogółem (18 państw) | 27    | 27     | 28   | 82    |